# Das Schlaraffenland (Bruegel)
Das Schlaraffenland ist ein um 1567 entstandenes Gemälde Pieter Bruegels des Älteren. Das 52 cm × 78 cm messende Ölbild auf Holz befindet sich in der Alten Pinakothek in München.

## Inhalt
Um eine Art „Tischlein-deck-dich-Baum“ liegen ein Ritter, ein Bauer und ein Gelehrter. Der Ritter mit Lanze und Eisenhandschuh ruht auf einem Kissen, der Bauer schläft auf seinem Dreschflegel und der Gelehrte liegt auf seinem Pelz, neben ihm Buch und Papier. Seine Augen sind geöffnet und er wartet, dass ein Tropfen aus dem umgekippten Weinkrug von der runden Plattform über ihm in seinen Mund fällt. Entsprechend dazu wartet links oben der Knappe des Ritters, dass ein Pfannkuchen vom Dach fällt. Dahinter ist ein aus Würsten geflochtener Zaun zu erkennen und ein Milchsee, auf dem Schiffe fahren. Eine gebratene Gans liegt auf einem Zinnteller, und ein essfertiges Schwein mit beigegebenem Messer läuft umher.  Selbst der scheinbare Kaktus am rechten Bildrand ist aus Broten zusammengesetzt. Dahinter hat sich soeben ein Neuankömmling durch einen Teigberg gefressen.

## Motiv und Deutung

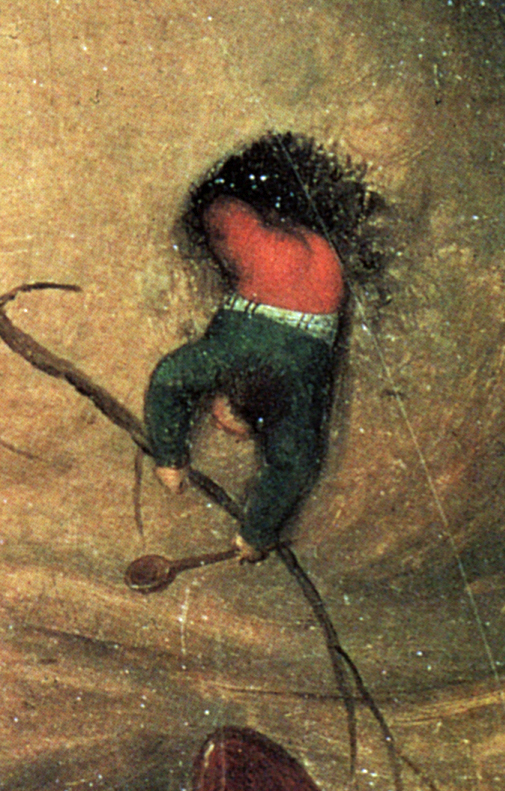
Ein Neuankömmling oben rechts

Um ins Schlaraffenland zu gelangen, muss sich ein Anwärter erst einmal durch einen Brei- oder Teigberg fressen. Ist das geschafft, so findet er sich an einem Ort wieder, an dem fast alles essbar ist. Faulheit ist dort eine Tugend und Fleiß eine Sünde. Dieses Motiv war im 16. Jahrhundert neben Paradieserzählungen und Narrengeschichten ausgesprochen populär. Der Künstler präsentiert hier mit dem Gelehrten, dem Bauern und dem Ritter die drei Stände als den gleichen niederen Bedürfnissen und Versuchungen ausgeliefert. Unmäßigkeit und Trägheit galten als zwei der sieben Hauptsünden, denen Bruegel eine Stichfolge widmete. Auch sonst betont Bruegel das Erdgebundene der menschlichen Natur, indem er nicht nur Nahrungsaufnahme, sondern auch Ausscheidung zeigt. Bekannte Beispiele dafür sind Die Bauernhochzeit und Die Elster auf dem Galgen.

### Bruegel-Stiche

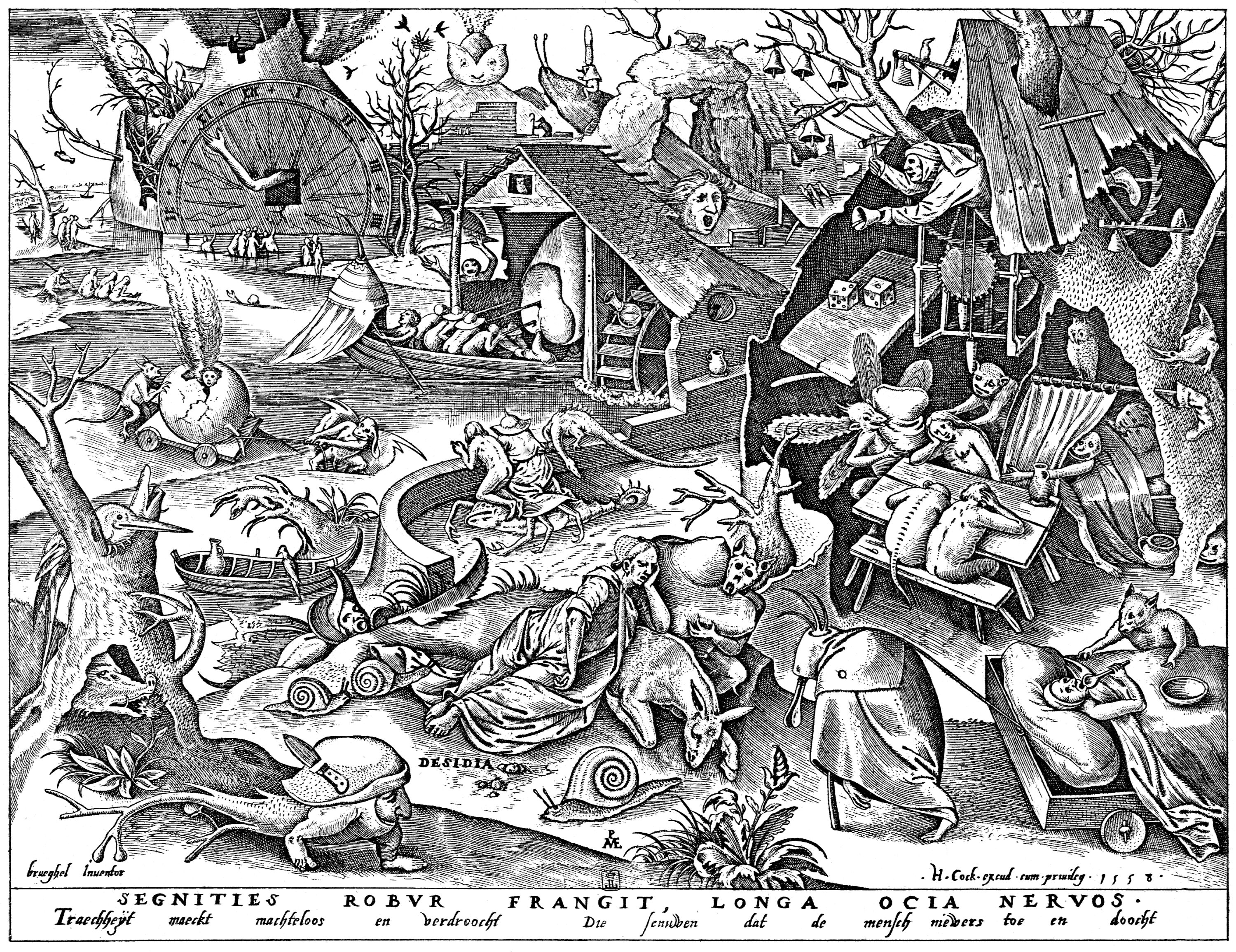
Trägheit
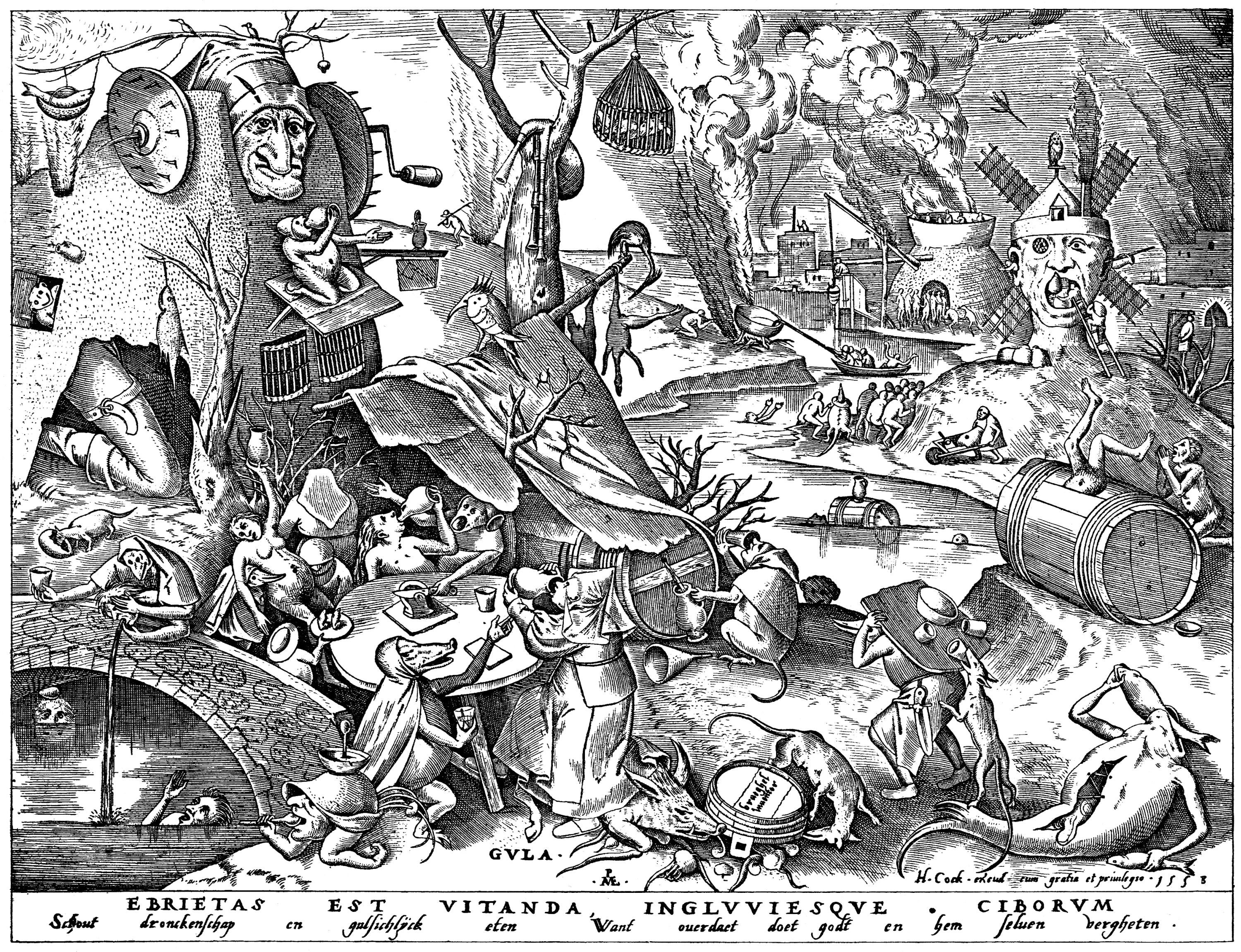
Völlerei